# Дудулар
Дудулар или Додулари (грч. Διαβατά, Дијавата) је град у општини Делта у периферији Средишња Македонија, Грчка. Према попису из 2021. године било је 10.205 становника.
Према бугарском географу и историчару, Василу Канчову, у Дудулару је 1900. године живело 180 Словена хришћана. После 1922. године насељено је 87 караманлијских и 98 јерменских избегличких породица из Турске. Због притиска досељеника део словенских породица се принудно иселио у Бугарску, око 54 особа. На попису из 1928. године Дудулар је имао 606 становника, од чега су 562 Јермени и Караманлије а остали Словени.